# Sœurs de la charité de New York
Les Sœurs de la charité de New York forment une congrégation religieuse féminine de droit diocésain faisant partie depuis 2009 de la fédération des Sœurs de la charité. Elles se dévouent à l'enseignement, les hôpitaux, les maisons de retraite, les sans-abri.

## Historique
La congrégation vient des Sœurs de la charité de Emmitsburg fondée en 1809 par Elizabeth Ann Seton (1774 - 1821).
En 1817, l'évêque de New York, Mgr John Connolly (en) demande à mère Seton d'envoyer trois religieuses pour diriger l'orphelinat de l'Ancienne cathédrale Saint-Patrick de New York. Les sœurs augmentent rapidement en nombre et prennent la direction d'écoles paroissiales de New-York. 
En 1847, en raison de certains désaccords entre l'évêque de New York (Mgr John Hughes (en)) et le supérieur des sœurs de Emmitsburg (Louis Regis Deluol), les maisons de New York sont séparées de la congrégation d'origine et sont placées sous la juridiction de l'ordinaire du lieu. Elizabeth Boyle (1788 - 1861), ancienne collaboratrice de mère Seton est choisie comme première supérieure générale.
Les Sœurs de la charité de New York sont à l'origine des Sœurs de la charité de Sainte-Élisabeth et des Sœurs de la charité de Saint-Vincent-de-Paul de Halifax.
Le 27 avril 2023, la congrégation annonce qu’elle n’accepte plus aucune vocation aux États-Unis, en reconnaissant que la communauté est sur un « chemin d’achèvement ». 

## Dans la culture populaire
Le film Doute (2008) se passe dans une école dirigée par des religieuses de cette congrégation.

## Activités et diffusion
Les Sœurs de la charité se consacrent principalement à l'enseignement, elles dirigent des hôpitaux et des maisons de retraites et aident les sans-abri.
Elles sont présentes aux États-Unis (Connecticut, État de New York, Pennsylvanie, Rhode Island), aux Bahamas, au Chili et au Guatemala.
La maison-mère se trouvait initialement à McGowan's Pass (en) (aujourd'hui située dans Central Park). En 1859, elle est déplacée au College of Mount Saint Vincent (Riverdale (en) dans le Bronx), collège universitaire que la congrégation gère toujours.